# Пробсцелла
Пробсцелла (нем. Probstzella) — община в Германии, в земле Тюрингия.
Входит в состав района Заальфельд-Рудольштадт. Подчиняется управлению Пробсцелла-Леэстен-Марктгёлиц. Население составляет 3349 человек (на 31 декабря 2010 года). Занимает площадь 74,26 км².
Коммуна подразделяется на 20 сельских округов.